# Hepcidin

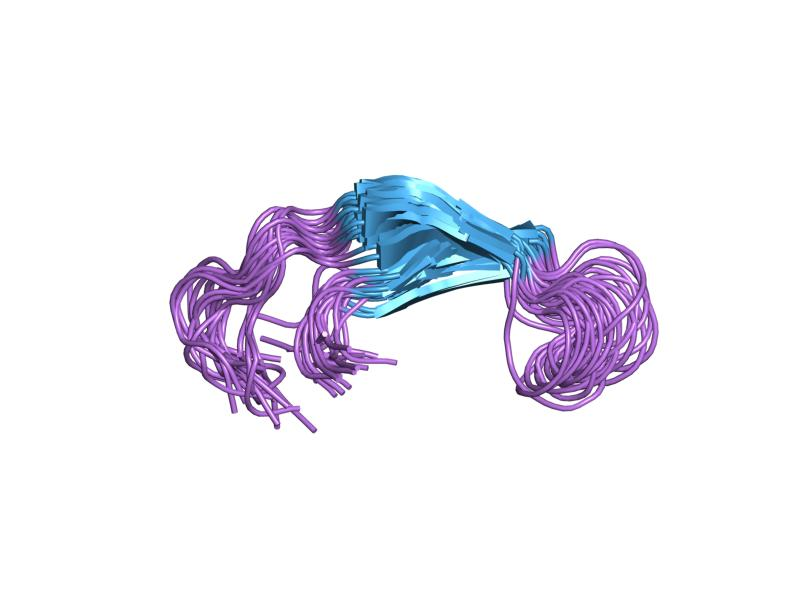
Hepcidin 25AA

Hepcidin je peptidový hormon syntetizovaný v játrech. Je hlavním regulátorem metabolismu železa v těle člověka a ostatních savců. Byl objeven v roce 2000.

## Struktura
Hepcidin se skládá z 84, 60 nebo 25 aminokyselin. V moči se vyskytuje hepcidin, který má 20 nebo 22 aminokyselin.

## Funkce
Hormon hepcidin jako 25-AA protein je hlavní regulátor absorpce železa a jeho distribuce do tkání. Jeho syntéza probíhá především v hepatocytech, ale jeho nízká koncentrace v buňkách a tkáních, také v makrofázích, adipocytech a mozku, může však být důležitý pro autokrinní a patokrinní regulaci železa na lokální, tkáňové úrovni.
Jako hlavní regulátor homeostázy železa v metabolismu, chyba v jeho syntéze je příčinou mnoha chorob. Nedostatek hepcidinu znamená přetížení železem, to způsobuje např. hemochromatózu nebo některé formy anémie. Přebytek způsobuje anémii, chronické choroby ledvin. Hepcidin jako hormon přímo inhibuje protein ferroportin, který transportuje železo z buňky a skladuje ho.

## Regulace hepcidinu
Hepcidin je regulován koncentrací železa a mírou erythropoese. Přebytek železa stimuluje produkci hepcidinu a zvýšená produkce hormonu zamezí další absorpci železa.